# Canariomys bravoi
Canariomys bravoi és una espècie extinta de rosegador miomorf de la família Muridae. Era endèmica de l'illa de Tenerife (Canàries, Espanya).

## Hàbitat
S'han trobat restes fòssils d'aquest animal pràcticament per tota l'illa, des del Massís d'Anaga fins al Massís de Teno, i des del nivell del mar fins a Las Cañadas del Teide. Tanmateix, la seva presència és més notable en jaciments en coves o tubs volcànics, com en el jaciment de Las Arenas al municipi de Buenavista del Norte (al nord-oest de Tenerife), on sovint sol aparèixer juntament amb restes d'altres espècies, com per exemple, el llangardaix gegant Lacerta goliath.

## Descobriment

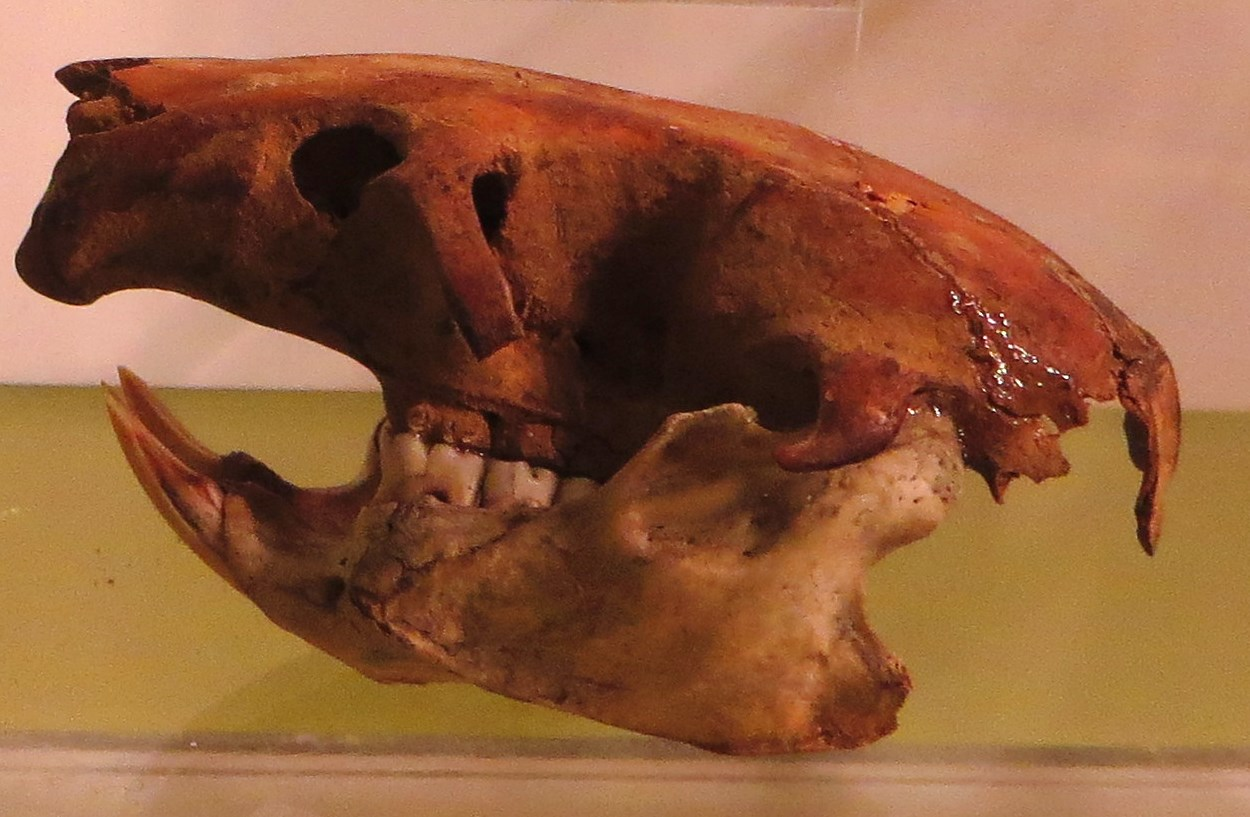
Crani de Canariomys bravoi al Museu de la Naturalesa i l'Home de Santa Cruz de Tenerife.

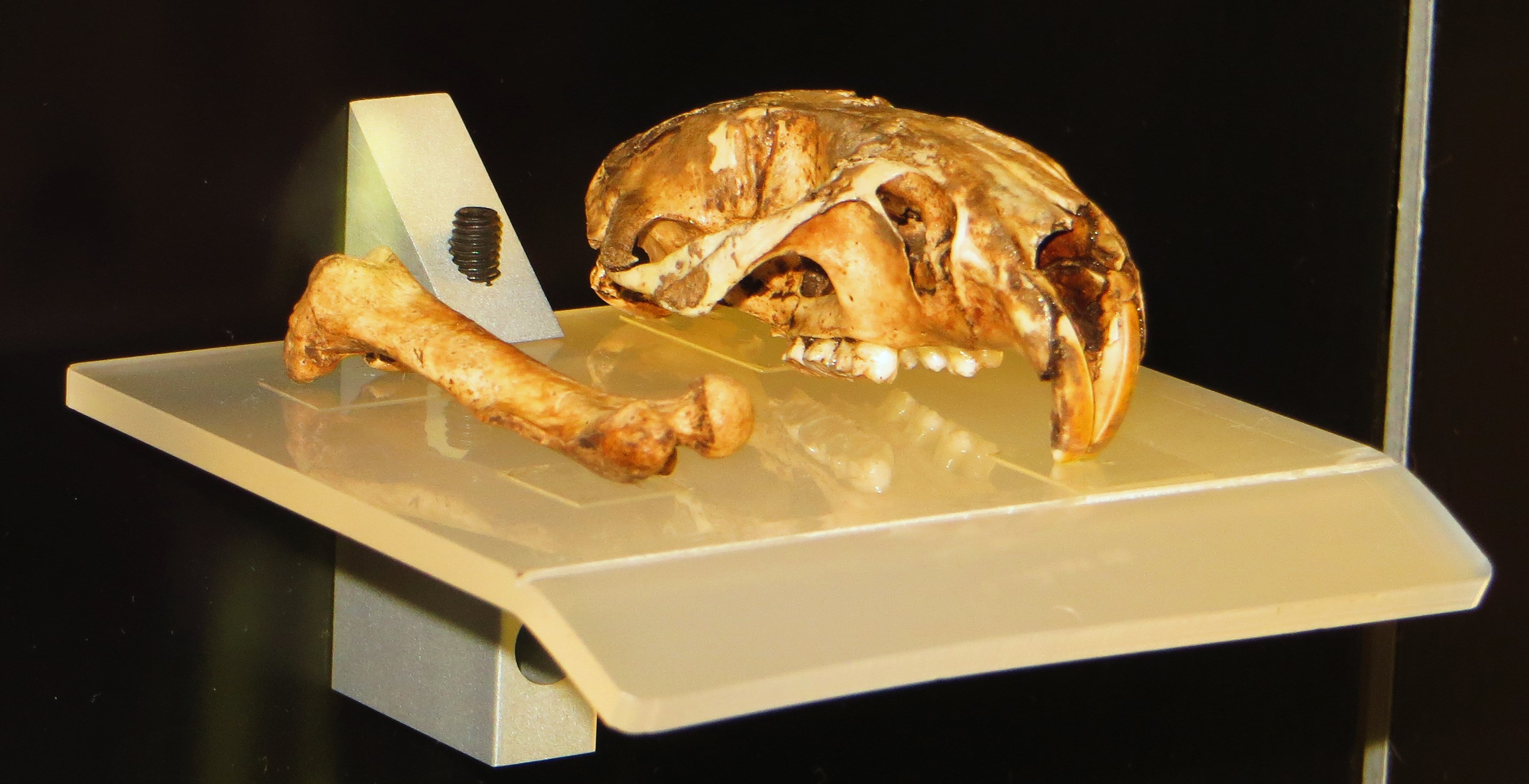
Fòssil al Museu de la Naturalesa i l'Home.

Els seus fòssils daten del Plistocè superior, encara que alguns d'ells també pertanyen a l'Holocè. Els primers fòssils foren trobats pel naturalista tenerifenc Telesforo Bravo, mentre que la descripció científica fou elaborada el 1964 pel paleontòleg Miquel Crusafont i el biòleg Francis Petter, que van dedicar l'espècie al descobridor de les restes.

## Característiques
El seu crani assolia fins a 7 centímetres de longitud, de manera que podria haver assolit la grandària d'un conill, el que la converteix en la major de la seva família i considerablement gran comparades amb altres espècies de rates europees. La seva inusual mida es devia bàsicament de l'alimentació basada en una dieta herbívora no herbàcia, a l'adaptació als diferents règims alimentaris però sobretot a l'aïllament de les illes.
Un estudi científic publicat el 2012 comparà l'espècie Canariomys bravoi amb rosegadors arborícoles actuals com Phloeomys cumingi, la rata gegant de l'illa de Luzón a les Filipines. L'estudi va revelar que entre els trets distintius de C. bravoi estan les arpes que es desenvolupen gairebé similarment a les extremitats anteriors i posteriors. També les potes posteriors més llargues que les davanteres evoquen una forma intermèdia entre rates i murins arboris com Phloeomys. Canariomys bravoi era un rosegador fort i poderosament musculat capaç de moure's en diferents substrats des del terra fins als arbres, i probablement tenia habilitats d'excavació.

## Extinció
La rata gegant, igual que altres espècies natives de l'arxipèlag, s'extingí per les accions dels humans, que van poder caçar, o per l'acció d'altres animals introduïts per l'home que van poder competir amb elles, caçar-les o transmetre'ls malalties. En l'actualitat, el Museu de la Naturalesa i l'Home de Santa Cruz de Tenerife exhibeix diferents cranis i ossos fòssils d'aquest animal, així com unes fidels reconstruccions escultòriques d'aquests animals.